# 短尾蚁鸫科
短尾蚁鸫科（学名：Grallariidae）是鸟纲雀形目的一个科，自原蚁鸫科分出，现有5属68种。
本科的物种是10-20厘米的小型鸟，尾极短而腿长，分布在新热带界高海拔地区的森林中，纹头蚁鸫（Grallaria andicolus）和褐蚁鸫（Grallaria quitensis）是其中分布海拔最高的，可分布到安第斯山脉的林线以上。短尾蚁鸫科的鸟在森林中的地面上觅食，主要以陆生无脊椎动物为食。它们主要是单配偶制的，但详细的繁殖生态学信息还有待研究。